# Charley Garry
 (novembre 2020).
Charley Garry, né le 11 août 1891 à Pré-en-Pail et mort le 5 janvier 1973 à Vernon, est un peintre et affichiste français. Il américanise son nom après la Première Guerre mondiale. 
Après avoir été formé à l’École des Beaux-Arts de Paris, il est membre de la Société française des artistes et expose dans de nombreux salons.
Il peint des paysages, des natures mortes et des portraits, nus, de danseuses de l'Opéra ou des cabarets parisiens. 
Il est chargé d'une mission par le Ministre des Colonies, et se rend en Afrique-Équatoriale, voyage qui inspirera le thème de la décoration de la Brasserie Lipp, sous la direction de Joseph Madeline (1925). Il collabore avec l'architecte à de nombreuses reprises, notamment sur le chantier de la mine de Faulquemont (1935).     